# Harry Daghlian
Haroutune Krikor Daghlian Jr. (4. května 1921 – 15. září 1945) byl americký fyzik v rámci projektu Manhattan, který navrhl a vyrobil atomové bomby použité ve druhé světové válce. Dne 21. srpna 1945 se nešťastnou náhodou ozářil při experimentu s kritickým množstvím na odlehlém místě Omega v laboratořích Los Alamos v Novém Mexiku a o 25 dní později zemřel na následky otravy zářením.
Daghlian byl ozářen v důsledku nehody, k níž došlo, když omylem upustil cihlu z karbidu wolframu na jádro bomby ze slitiny plutonia a galia o hmotnosti 6,2 kg.
Toto jádro, později přezdívané „démonické jádro“, se později podílelo na smrti dalšího fyzika Louise Slotina.